# Мак-Кензи (приток Уилламетта)
Мак-Кензи (англ. McKenzie River) — река в штате Орегон (США), правый приток реки Уилламетт. Длина реки Мак-Кензи составляет около 145 км. 

## География

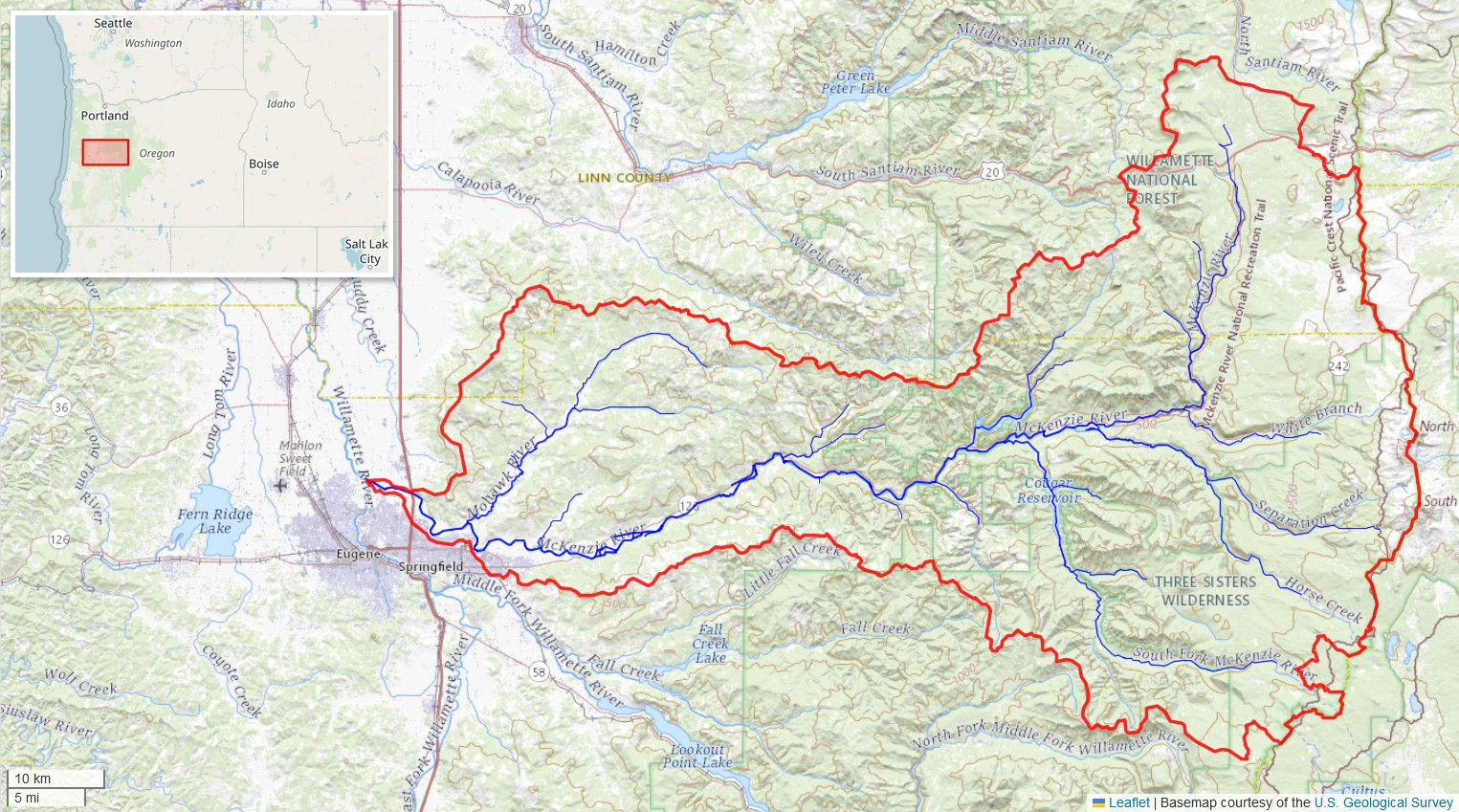
Бассейн реки Мак-Кензи

Река Мак-Кензи вытекает из озера Клир-Лейк, водная поверхность которого находится на высоте 921 м над уровнем моря. Исток реки находится в округе Линн (Орегон), на западном склоне Каскадных гор, недалеко от вулканов Три-Систерс. После этого река течёт в южном, а затем в западном направлении, протекая по округам Линн и Лейн (Орегон). Около 21 км верхнего течения реки Мак-Кензи находятся в пределах национального леса Уилламетт. На реке расположены населённые пункты Мак-Кензи-Бридж, Блу-Ривер, Вида, Либерг, Уолтервилл и Спрингфилд. 
Основные притоки — Саут-Форк-Мак-Кензи (левый приток, впадает на высоте 333 м), Блу-Ривер (правый приток, впадает на высоте 317 м) и Мохок (правый приток, впадает на высоте 135 м). Река Мак-Кензи впадает в реку Уилламетт немного севернее Юджина, вблизи города Коберг, на высоте 115 м. 
Площадь водосборного бассейна реки Мак-Кензи — около 3370 км², что составляет 8,8 % водосборного бассейна реки Уилламетт. Около 96 % территории бассейна занимают леса. Самая высокая точка в пределах бассейна — вершина южного из трёх вулканов Три-Систерс (3157 м), самая низкая — место впадения реки Мак-Кензи в Уилламетт (115 м).
Cредний расход воды в реке Мак-Кензи в её нижнем течении вблизи населённого пункта Уолтервилл — 85,3 м³/c (по усреднённым данным 1990—2013 годов). Наибольший средний расход воды был в 1997 году — 142,5 м³/c. Река Мак-Кензи занимает 2-е место по расходу воды среди притоков реки Уилламетт, уступая по этому параметру лишь реке Сантиам.

## История
С давних времён, по крайней мере в течение восьми тысячелетий, в районе реки Мак-Кензи жили индейцы. В 1850-х годах большинство остававшихся в долине реки индейцев были высланы в индейские резервации.
В 1811 году у устья реки Колумбия был основан Форт-Астория, служивший основным постом для Тихоокеанской пушной компании. Весной 1812 года из Форт-Астории была отправлена экспедиция, исследовавшая долину реки Уилламетт. Руководителем экспедиции был Дональд Маккензи, в честь которого и был назван приток Уилламетта — река Мак-Кензи.